# José Argüelles

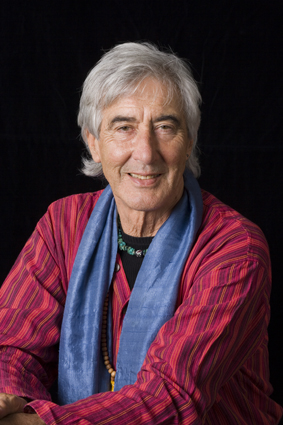
José Argüelles (2009)

José Argüelles (* 24. Januar 1939 in Rochester, Minnesota; † 23. März 2011 in Australien) war ein mexikanisch-US-amerikanischer Maler und Schriftsteller esoterischer Werke.

## Werdegang
José Argüelles studierte an der University of Chicago und erwarb dort den akademischen Grad Ph.D. in Kunstgeschichte. Er galt als einer der Initiatoren des Earth-Day-Konzepts. Er verfasste zahlreiche Bücher, in denen er sich unter anderem auf den Maya-Kalender und I Ching bezog. 
Von Argüelles stammt ein als Dreamspell bezeichnetes alternatives Kalendermodell mit 13 Monaten à 28 Tagen, das an den Maya-Kalender angelehnt ist und diesen esoterisch neu zu interpretieren versucht.

## Werke
- Erde im Aufstieg, PAN-Germany Bender, Furth im Wald 2007, ISBN 978-3-936043-08-2
- Der Maya-Faktor, Bender, Gössenheim 2001, ISBN 3-936043-00-0
- Surfer der Zuvuya : ein intergalaktischer Reiseführer in die 4. Dimension, Bauer, Freiburg im Breisgau 1997, ISBN 3-7626-0535-1